# Louis Gabrillargues
Louis Gabrillargues (* 16. Juni 1914 in Montpellier; † 30. November 1994) war ein französischer Fußballspieler und -trainer.

## Als Spieler im Verein
Der 177 Zentimeter große defensive Mittelfeldspieler Gabrillargues wuchs in Montpellier auf, besuchte dort das Gymnasium und wurde mit der Schulmannschaft 1931 Gewinner des nationalen Fußballpokals für Schulen. Es war nicht der Stadtverein SO Montpellier, sondern der wie auch Montpellier in der ersten Liga antretende regionale Rivale FC Sète, bei dem er 1933 den Sprung in den Profifußball schaffte. Trainer René Dedieu, der die Verpflichtung des damals 19-Jährigen organisiert hatte, setzte von Beginn an auf ihn und so wurde der junge Spieler zum festen Bestandteil der Mannschaft. Sein erstes Jahr im Profisport war zugleich sein erfolgreichstes, da er 1934 mit Sète sowohl die nationale Meisterschaft gewann und den Einzug ins nationale Pokalendspiel 1934 schaffte, das ihm und seinen Mitspielern dank eines 2:1-Siegs gegen Olympique Marseille einen weiteren Titel einbrachte. 
In den Jahren nach dem Doppelerfolg blieb der junge Fußballer Sète treu und war unangefochtener Stammspieler in einer Mannschaft, die trotz ordentlicher Leistungen nicht an das Erfolgsjahr 1934 anknüpfen konnte. 1937 wechselte er von der Stadt an der Mittelmeerküste zum Ligarivalen EAC Roubaix in den äußersten Norden des Landes. Da er sich bei diesem jedoch nicht dauerhaft durchsetzen konnte, kehrte er Roubaix bereits ein Jahr darauf wieder den Rücken und unterschrieb beim ebenfalls erstklassig antretenden FC Sochaux. Sein Aufenthalt war von noch kürzerer Dauer als der in Roubaix, da er schon im November 1938 den nächsten Wechsel folgen ließ und durch sein Engagement beim SR Colmar den Gang in die zweite Liga antrat. Zwar erhielt er bei den Elsässern wieder einen festen Platz in der ersten Elf, doch bedeutete der Beginn des Zweiten Weltkriegs am 1. September 1939 das vorläufige Ende des regulären Spielbetriebs.
Mit Olympique Nîmes war es 1940 ein Klub aus seiner Heimatregion Languedoc, der ihn in seine Mannschaft holte und ihm die Teilnahme an der inoffiziell weiterhin stattfindenden Meisterschaftsaustragung ermöglichte. Von 1942 an übernahm er dabei in der Rolle eines Spielertrainers die Aufgaben des Trainers bei gleichzeitiger Fortsetzung seiner Spielerlaufbahn. Daran änderte sich nichts, als 1945 der reguläre Spielbetrieb wieder aufgenommen wurde und er mit Nîmes in der Saison 1945/46 in der zweiten Liga antrat. Während dieser Spielzeit kam es zu Problemen mit seinem Arbeitgeber, da der Verein die Gehälter teilweise nicht zahlte. 1946 entschied sich der Profi im Jahr seines 32. Geburtstags nach 127 Erstligapartien mit neun Toren, 43 Zweitligapartien mit drei Toren sowie weiteren inoffiziellen Erstligapartien in der Kriegszeit für die Beendigung seiner Laufbahn.

## Nationalmannschaft
Als Angehöriger der Meister- und Pokalsiegerelf desselben Jahres wurde Gabrillargues kurz vor seinem 20. Geburtstag in den französischen Kader zur Weltmeisterschaft 1934 berufen. Auch wenn er während des Turniers nicht zum Einsatz kam und miterleben musste, wie seine Kameraden bereits in der ersten Runde ausschieden, kam er noch im selben Jahr zu seinem Debüt im Nationaltrikot, als er am 16. Dezember 1934 bei einem 3:2-Erfolg in einem Freundschaftsspiel gegen Jugoslawien aufgeboten wurde. Fortan erfolgten regelmäßige Berufungen in die Auswahlmannschaft, bis er am 24. Januar 1937 mit 22 Jahren das letzte Mal für Frankreich auf dem Platz stand. Dementsprechend nahm er an der Weltmeisterschaft 1938 im eigenen Land nicht mehr teil. Ein Tor konnte er in insgesamt neun Länderspielen nicht erzielen.

## Trainerkarriere und späteres Leben
Nachdem er ab 1942 Spielertrainer bei Nîmes gewesen war, endete zeitgleich mit seiner Spielerlaufbahn 1946 auch seine Tätigkeit als Trainer des Vereins. Im selben Jahr übernahm er den Trainerposten bei einem Amateurverein aus La Rochelle. Weil sich aus einem Rechtsstreit über nicht gezahlte Gehälter mit Nîmes ein zeitlich beschränktes Berufsverbot ergab, musste er seinen Posten dort nach kurzer Zeit wieder aufgeben. Zwischen 1956 und 1963 trainierte er die AAJ Blois und in der Spielzeit 1968/69 war er für den FC Montceau tätig. Von 1960 bis 1971 arbeitete er dann als Funktionär des Sportverbands der Region Burgund.